# 102 Miriam
A 102 Miriam a Naprendszer kisbolygóövében található aszteroida. Christian Heinrich Friedrich Peters fedezte fel 1868. augusztus 22-én.